# Лассен, Андерс
Андерс Фредерик Эмиль Виктор Шау Лассен VC, MC (дат. Anders Frederik Emil Victor Schau Lassen; 22 сентября 1920, Копенгаген — 9 апреля 1945, Комаккьо) — датский военный, майор Британской армии, кавалер ряда британских орденов (в том числе Креста Виктории),. Отличился в боях в Италии: в одиночку подавил три вражеские позиции, получил смертельное ранение, но не покинул поле боя, спасая своих подопечных.

## Биография
Родители — Эмиль Виктор Шау Лассен и Сюзанн Мария Сигне Лассен. Семья родом из квартала Нюхавн. Двоюродный брат — Аксель фон дем Буссхе, автор неудачного покушения на Гитлера в 1943 году. Андерс служил на датском торговом флоте и прибыл в Англию в 1940 году, спасаясь от немцев. Заступил на службу в коммандос, в 62-е подразделение рядовым. За участие в операции «Почтмейстер» по захвату трёх немецких и итальянских судов в испанских территориальных водах награждён Военным крестом.
В начале 1943 года 62-е подразделение было распущено, а его членов распределили по другим: Лассен был отправлен на Ближний Восток сначала в Особую лодочную, а затем в Особую воздушную службу. Часть его сослуживцев также попала в SAS, во 2-й отряд под командованием Билла Стирлинга, брата Дэвида Стирлинга. В Особой лодочной службе Лассен дослужился до звания майора к октябрю 1944 года. Сражался в Северо-Восточной Европе, Северной Африке и Италии, десантировался на Крит и Эгейские острова, был в составе военных миссий в Греции и Югославии. 27 сентября 1943 и 15 февраля 1944 награждён Военными крестами (кавалер Креста с двумя розетками).
4 сентября 1945 в London Gazette была опубликована заметка о присвоении Креста Виктории майору Лассену:

Король милостиво представил посмертно к награждению Крестом Виктории: майора (временного) Андерса Фредерика Эмиля Виктора Шау ЛАССЕНА (номер 234907), общий список. В Италии, в ночь с 8 на 9 апреля 1945 майор Лассен получил приказ возглавить патруль из одного офицера и 17 других солдат, чтобы провести рейд к северному побережью озера Комаккьо. Его заданием было нанести как можно больший урон, посеять как можно большую панику, произвести впечатление крупной высадки и захватить пленных.

В прошлом провести разведку не предоставлялось возможным, и группа очутилась на узкой дороге, окружённой с обеих сторон водой. Сопровождаемый двумя разведчиками, майор Лассен вёл своих солдат по дороге к городу. Им бросили вызов после примерно 500 ярдов с момента начала движения. Попытка развеять подозрения путём объяснения, что они являются возвращающимися домой рыбаками, успеха не имела, поэтому после попытки пройти часового был открыт пулемётный огонь как с основной позиции, так и с других двух домов в тылу. Майор Лассен лично закидал их гранатами и уничтожил первую позицию с четырьмя немцами и двумя пулемётами. Игнорируя шквал пуль, которым обстреливали дорогу с трёх вражеских позиций и ещё одной с 300 ярдов вниз по дороге, он помчался вперёд, чтобы занять вторую позицию под прикрытием огня от подкрепления. Бросив ещё несколько гранат, он подавил и эту позицию, которую затем занял патруль. Были убиты два солдата, двое пленены, два пулемёта замолчали. К этому моменту у отряда были потери, а его огневая мощь значительно снизилась. Всё ещё под ураганом огня майор Лассен сплотил и перегруппировал свои силы, направив огонь на третью позицию. Двигаясь вперёд, он бросил ещё несколько гранат, что привело к крикам «Kamerad». Потом он прошёл вперёд ещё три или четыре ярда, чтобы пробраться к врагу снаружи и заставить их сдаться. Несмотря на призывы выходить, он был сражён шпандаусским огнём с левого фланга и был смертельно ранен, упав на землю, но даже при падении он успел бросить гранату, ранив несколько оккупантов и позволив патрулю захватить эту последнюю позицию.

Майор Лассен отказался от эвакуации, поскольку заявил, что это помешает эвакуации как таковой и поставит под угрозу дальнейшие жизни, а поскольку боеприпасы были исчерпаны, солдаты вынуждены были отступить. Благодаря великолепнейшему руководству и полному пренебрежению к личной безопасности майор Лассен перед лицом подавляющего превосходства всё же достиг своих целей. Три позиции были уничтожены: с учётом шести пулемётов, восьми убитых и ещё других раненых у противника, а также двух пленных. Высокое чувство преданности долгу и уважение, которым он пользовался у людей и которых вёл, вместе с собственным великолепным мужеством позволили майору Лассену выполнить все задачи, стоявшие перед ним, с полным успехом.
Оригинальный текст (англ.)The KING has been graciously pleased to approve the posthumous award of the Victoria Cross to: Major (temporary) Anders Frederik Emil Victor Schau LASSEN, M.C. (234907), General List. In Italy, on the night of 8/9 April 1945, Major Lassen was ordered to take out a patrol of one officer and seventeen other ranks to raid the north shore of Lake Comacchio. His tasks were to cause as many casualties and as much confusion as possible, to give the impression of a major landing, and to capture prisoners. 

No previous reconnaissance was possible, and the party found itself on a narrow road flanked on both sides by water. Preceded by two scouts, Major Lassen led his men along the road towards the town. They were challenged after approximately 500 yards from a position on the side of the road. An attempt to allay suspicion by answering that they were fishermen returning home failed, for when moving forward again to overpower the sentry, machinegun fire started from the position, and also from two other blockhouses to the rear.
Major Lassen himself then attacked with grenades, and annihilated the first position containing four Germans and two machineguns. Ignoring the hail of bullets sweeping fire road from three enemy positions, an additional one having come into action from 300 yards down the road, he raced forward to engage the second position under covering fire from the remainder of the force. Throwing in- more grenades he silenced this position which was then overrun by his patrol. Two enemy were killed, two captured and two more machine-guns silenced. By this time the force had suffered casualties and its firepower was very considerably reduced. Still under a heavy cone of fire Major Lassen rallied and reorganised his force and brought his fire to bear on the third position. Moving forward himself he flung in more grenades which produced a cry of " Kamerad ". He then went forward to within three or four yards of the position to order the enemy outside, and to take their surrender. Whilst shouting to them to come out he was hit by a burst of spandau fire from the left of the position and he fell mortally wounded, but even whilst falling he flung a grenade, wounding some of the occupants, and enabling his patrol to dash in and capture this final position. 

Major Lassen refused to be evacuated as he said it would impede the withdrawal and endanger further lives, and as ammunition was nearly exhausted the force had to withdraw. By his magnificent leadership and complete disregard for his personal safety, Major Lassen had, in the face of overwhelming superiority, achieved his objects. 
Three positions were wiped out, accounting for six machine guns, killing eight and wounding others of the enemy, and two prisoners were taken. The high sense of devotion to duty and the esteem in which he was held by the men he led, added to his own magnificent courage, enabled Major Lassen to carry out all the tasks he had been given with complete success.

Лассен похоронен на военном кладбище на мысе Аргента, его Крест Виктории выставлен в Музее Сопротивления в Копенгагене.

## Награды
- Крест Виктории
- Британский Военный Крест (с двумя розетками)
- Звезда 1939—1945 годов
- Африканская звезда
- Итальянская звезда
- Медаль обороны
- Военная медаль 1939—1945 годов
- Датская памятная медаль Кристиана X
- Греческий военный крест

## Образ в культуре
Андерс Лассен выступает одним из главных героев фильма Гая Ричи «Министерство неджентльменских дел», в котором его роль исполнил Алан Ритчсон.